# Nuevo Colón

Localização de Nuevo Colón no departamento de Boyacá.

Nuevo Colón é um município no departamento de Boyacá, na Colômbia.